# Filippo Luigi III di Hanau-Münzenberg
Filippo Luigi III di Hanau-Münzenberg (Hanau, 16 novembre 1632 – L'Aia, 12 novembre 1641) fu conte di Hanau-Münzenberg.

## Biografia
Filippo Luigi III era figlio del conte Filippo Maurizio di Hanau-Münzenberg e di sua moglie, Sibilla Cristina di Anhalt-Dessau.
Egli nacque ad Hanau ma quando aveva appena due anni la sua famiglia venne costretta a fuggire dalla contea a causa della Guerra dei Trent'anni dapprima a Metz, poi a Chalon, a Rouen, ad Amsterdam a Nassau, a L'Aia ed infine giunse a Delft. Dopo essersi riappacificato con l'Imperatore, il padre Filippo Maurizio riuscì nel 1637 a rientrare nei propri domini, ma lasciò il figlio nei Paesi Bassi per motivi di sicurezza assieme alla nonna, la principessa Caterina Belgica di Nassau.
Nel 1638, all'improvvisa morte del padre, Filippo Luigi III venne chiamato a succedergli all'età di sei anni, ma essendo egli ancora minorenne governò sotto la tutela della madre Sibilla Cristina di Anhalt-Dessau così come disposto dalla corte imperiale di Vienna.
Filippo Luigi III morì all'età di nove anni di rosolia il 12 novembre 1641. Con lui si estinse la linea maschile degli Hanau-Münzenberg dal momento che i suoi fratelli gli erano tutti premorti. Gli succedette il cugino Giovanni Ernesto di Hanau-Münzenberg-Schwarzenfels, il quale era un nipote di suo nonno Filippo Luigi II.
Il corpo di Filippo Ludovico venne traslato il 18 febbraio 1646 nella cripta della chiesa di Santa Maria di Hanau insieme a quello del suo successore poi e della madre. Durante il periodo napoleonico, nel 1812, il suo corpo venne trasferito in una nuova bara a causa delle cattive condizioni in cui vessava la precedente.